# Velleta de Toix
La velleta de Toix, és una de tantes velletes o "agüeles" utilitzades pels pares per espantar els nens que no es porten com cal. N'hi ha per tot arreu, tenen aspecte lleig i se les relacina amb la bruixeria, la màgia o els sortilegis. Segons Francesc Gibert a Manuel, a la Ribera Alta i a Callosa d'en Sarrià, a la Marina Baixa, està l'anomenada vella Pinta (nom que te l'origen en la pinta de grans dimensions que du la velleta al cap), mentre que a Calp, a la Marina Alta, se la coneix com a Vella de Toix.
Segons la llegenda, la vella de Toix, és d'una dona morisca, solitària, misteriosa, que viu de fer de remeiera.
En altres ocasions dones que per dificultats econòmiques han acabat vivint en coves o en llocs amagats de zones no urbanes, han sigut identificades com aquestes “velletes” espantacriatures.
Algunes dites populars deixen mostra de la seua popularitat en certes zones de la geografia del País Valencià:
| « | Vidrà la velleta de Toix i ens paparà: a mi, a tu i a tots! Ja ha eixit de Toix. Ara arriba a la venta Càndida. Ja està passant per la venta Canyera. Ja està entrant al poble. Ja està a prop.... Ja està ací!. | » |